# دافيد كلارك
دافيد كلارك (3 ديسمبر 1964 بنوتنغهام في المملكة المتحدة - ) هو لاعب كرة قدم بريطاني في مركز الدفاع. لعب مع نادي دونكاستر روفرز ونوتس كاونتي ونادي غاينسبورو ترينيتي ولينكولن سيتي أف سي.